# Alta Langa (vino)
Alta Langa è una DOCG riservata ai vini spumanti metodo classico prodotti da uve Pinot nero e/o Chardonnay coltivate nell'area collinare delle province di Alessandria, Asti e Cuneo.

## Zona di produzione
La zona di produzione comprende i seguenti 149 comuni:
- In provincia di Alessandria: Acqui Terme, Alice Bel Colle, Belforte Monferrato, Bistagno, Bosio, Capriata d'Orba, Carpeneto, Cartosio, Casaleggio Boiro, Castelnuovo Bormida, Castelletto d'Erro, Castelletto d'Orba, Cassine, Cassinelle, Cavatore, Cremolino, Denice, Grognardo, Lerma, Malvicino, Melazzo, Merana, Molare, Montaldeo, Montaldo Bormida, Montechiaro d'Acqui, Morbello, Mornese, Morsasco, Orsara Bormida, Ovada, Pareto, Parodi Ligure, Ponti, Ponzone, Prasco, Predosa, Ricaldone, Rivalta Bormida, Rocca Grimalda, San Cristoforo, Sezzadio, Silvano d'Orba, Spigno Monferrato, Strevi, Tagliolo Monferrato, Terzo, Trisobbio, Visone.
- In provincia di Asti: Bubbio, Calamandrana, Calosso, Canelli, Cassinasco, Castel Boglione, Castelletto Molina, Castel Rocchero, Cessole, Coazzolo, Fontanile, Loazzolo, Maranzana, Monastero Bormida, Mombaldone, Mombaruzzo, Montabone, Olmo Gentile, Quaranti, Roccaverano, Rocchetta Palafea, San Giorgio Scarampi, San Marzano Oliveto, Serole, Sessame, Vesime.
- In provincia di Cuneo: Albaretto della Torre, Arguello, Bastia, Belvedere Langhe, Benevello, Bergolo, Bonvicino, Borgomale, Bosia, Bossolasco, Briaglia, Camerana, Camo, Carrù, Castellino Tanaro, Castelletto Uzzone, Castiglione Tinella, Castino, Cerretto Langhe, Cigliè, Clavesana, Cortemilia, Cossano Belbo, Cravanzana, Diano d'Alba, Dogliani, Farigliano, Feisoglio, Cissone, Gorzegno, Gottasecca, Grinzane Cavour, Igliano, Lequio Berria, Levice, Mango, Marsaglia, Mombarcaro, Monchiero, Monesiglio, Monforte d'Alba, Montelupo Albese, Murazzano, Neviglie, Niella Belbo, Niella Tanaro, Novello, Paroldo, Perletto, Pezzolo Valle Uzzone, Piozzo, Prunetto, Roascio, Rocca Cigliè, Rocchetta Belbo, Roddino, Rodello, Sale delle Langhe, Sale San Giovanni, Saliceto, San Benedetto Belbo, Santo Stefano Belbo, Serralunga d'Alba, Serravalle Langhe, Sinio, Somano, Torre Bormida, Torresina, Treiso, Trezzo Tinella, Vicoforte e parte dei comuni di Alba, Ceva e Mondovì.

## Storia
Nei primi decenni dell'Ottocento i conti di Sambuy introdussero il vitigno Pinot in Piemonte, come sperimentazione e per diversificare la produzione. Alla metà del XIX secolo il marchese Leopoldo Incisa della Rocchetta aggiunse alcuni vitigni francesi nella sua collezione ampelografica, tra cui il Pinot nero importandolo direttamente dalla Borgogna. Il nuovo vitigno suscitò però scarso interesse nei viticoltori locali. Si diffuse in modo più consistente solo verso la fine del secolo grazie all’opera di due pionieri: Giovanni Boschiero e Carlo Gancia che ne favorirono la diffusione nel circondario di Asti e nell'area di Canelli per la produzione dei loro pregiati spumanti metodo classico. Nella città di Canelli a cavallo tra Ottocento e Novecento prese avvio una florida produzione spumantistica, che portò alla realizzazione di imponenti strutture ipogee atte alla conservazione delle bottiglie in affinamento, le cosiddette Cattedrali Sotterranee che dal 2014 sono riconosciute come parte del 50° sito italiano patrimonio UNESCO "Paesaggi vitivinicoli del Piemonte: Langhe-Roero e Monferrato". 
Nel corso del XX secolo il Piemonte divenne il principale produttore di spumanti con aziende che hanno contribuito significativamente alla storia enologica italiana: F.lli Gancia, Bosca, Cinzano, Giuseppe Contratto, Martini & Rossi e Riccadonna.
All'inizio degli anni '90 del Novecento un gruppo di sette importanti aziende spumantiere piemontesi si impegna in un progetto sperimentale, finalizzato a individuare le migliori pratiche dal vigneto alla cantina per la produzione di un metodo classico di alta qualità. Nel 2001 viene fondato il Consorzio Alta Langa e nel 2002, dopo più di 10 anni di lavoro, è riconosciuta la DOC Alta Langa come prima denominazione piemontese unicamente dedicata al metodo classico, che nel 2011 raggiungerà l'apice della piramide qualitativa con l'ottenimento della DOCG.
Primo metodo classico a essere prodotto in Italia, l'Alta Langa è stato designato dalla Regione Piemonte come Vino dell'Anno per il 2025.

## Indicazioni generali
I vigneti di Pinot nero e Chardonnay devono essere impiantati su terreni marnosi calcareo-argillosi, esclusivamente collinari sopra i 250 metri s.l.m., con minimo 4.000 ceppi per ettaro. I sistemi di allevamento e di potatura sono la tradizionale controspalliera bassa con potatura a Guyot tradizionale o a cordone speronato.
La strategia vendemmiale è basata sulla raccolta manuale e il trasporto in cassette, come caratteristica degli spumanti di pregio.
Nella vinificazione deve essere applicata la rifermentazione in bottiglia secondo il metodo tradizionale; pertanto l'etichetta deve recare la dicitura "fermentazione in bottiglia secondo il metodo tradizionale", o "metodo tradizionale", o "metodo classico", o "metodo classico tradizionale".
I vini sono sempre millesimati ed è quindi obbligatoria l'indicazione in etichetta dell'annata di raccolta delle uve.
La durata del processo di elaborazione in bottiglia prevede una sosta sui lieviti di minimo 30 mesi e di almeno 36 mesi per la menzione "riserva".
La scelta vendemmiale è consentita soltanto verso la DOC Piemonte spumante.

## Disciplinare
La DOC è stata istituita con DM 31.10.2002 pubblicato sulla Gazzetta Ufficiale n. 275 del 23.11.2002
La DOCG è stata istituita con DM 21.02.2011 pubblicato sulla Gazzetta Ufficiale n. 56 del 09.03.2011.
Successivamente è stata modificata con:
- DM 30.11.2011 G.U. 295-20.12.2011;
- DM 07.03.2014 Pubblicato sul sito ufficiale del Mipaaf;
- La versione in vigore è stata approvata con DM. 13.10.2014 pubblicato sulla Gazzetta Ufficiale n. 245 del 21.10.2014.[1]

## Tipologie

### Spumante
È consentita la menzione riserva.
| uvaggio                        | Pinot nero e/o Chardonnay dal 90 al 100% |
| titolo alcolometrico minimo    | 11,50% vol.                              |
| acidità totale minima          | 5,0 g/l.                                 |
| estratto secco minimo          | 15,0 g/l                                 |
| resa massima di uva per ettaro | 110 q.                                   |
| resa massima di uva in vino    | 65%                                      |

#### Caratteri organolettici
Colore bianco con sfumature da giallo paglierino a oro intenso; aromi di frutta bianca e agrumi con sentori di crosta di pane; sapore armonico, caratterizzato da una delicata sapidità.

### Antipasti e primi piatti
La versione bianca dell'Alta Langa DOCG è ideale come aperitivo e si abbina bene con antipasti leggeri, come tartare di pesce, frutti di mare e flan di verdure. Tra i primi piatti, si sposa con risotti ai frutti di mare, paste al burro e salvia o condimenti leggeri a base di pesce e verdure di stagione. 

### Secondi piatti
La struttura dell'Alta Langa DOCG consente abbinamenti con secondi piatti di pesce al forno, grigliate di mare e crostacei. Si presta anche ad accompagnare carni bianche, come pollo o tacchino, preparate in modo semplice. 

### Formaggi
Questo spumante si abbina a formaggi freschi o a media stagionatura, come brie, camembert o formaggi di capra, in particolare la Robiola di Roccaverano in diverse stagionature, o il Parmigiano Reggiano, che non sovrastano il sapore del vino. 

### Dessert
Per quanto riguarda i dessert, l'Alta Langa DOCG è consigliato con dolci leggeri e non troppo zuccherati, come mousse al limone o dolci a base di frutta fresca, per non contrastare la sua eleganza e freschezza. 

### Abbinamenti tradizionali piemontesi
L'Alta Langa DOCG si abbina elegantemente con piatti tradizionali piemontesi, in particolare quelli a base di Tartufo Bianco d'Alba.  

### Spumante rosato
Può essere definito anche "rosa" o "rosé". È consentita la menzione riserva.
| uvaggio                        | Pinot nero e/o Chardonnay dal 90 al 100% |
| titolo alcolometrico minimo    | 11,50% vol.                              |
| acidità totale minima          | 5,0 g/l.                                 |
| estratto secco minimo          | 15,0 g/l                                 |
| resa massima di uva per ettaro | 110 q.                                   |
| resa massima di uva in vino    | 65%                                      |

#### Caratteri organolettici
Colore rosa cipria o più marcato da giovane; l’intensità aromatica tipica del Pinot nero, con profumi che spaziano dal pompelmo alle spezie; sapore equilibrato, ampio e lungo di caratteristica sapidità.

#### Abbinamenti consigliati
La versione rosata, grazie alla sua struttura, si accosta bene a carni rosse brasate e stufate, ma anche a piatti come cotechino, fonduta e flan di verdure. 
L'Alta Langa spumante rosato si presta ad accompagnare dolci da forno e a pasta lievitata, come i canestrelli novesi e i bicciolani vercellesi. La sua struttura secca e sapida, con sentori di lievito e vaniglia, lo rende adatto anche a dolci come il lacabòn di Alessandria.